# Chuck Russell
Charles "Chuck" Russell (Park Ridge, 9 de mayo de 1958) es un director, productor, guionista y actor estadounidense, reconocido por dirigir películas como A Nightmare on Elm Street 3: Dream Warriors, The Blob, La máscara, Eraser y El Rey Escorpión. Russell además produjo la aclamada película dirigida por Michael Mann Collateral.

## Filmografía

### Cine y televisión
| Año  | Título                                      | Rol       | Rol       | Rol       | Notas                     |
| Año  | Título                                      | Director  | Guionista | Productor | Notas                     |
| ---- | ------------------------------------------- | --------- | --------- | --------- | ------------------------- |
| 1977 | Joyride                                     | Asistente | No        | No        |                           |
| 1984 | Dreamscape                                  | No        | Sí        | Asociado  |                           |
| 1987 | A Nightmare on Elm Street 3: Dream Warriors | Sí        | Sí        | No        |                           |
| 1988 | The Blob                                    | Sí        | Sí        | No        |                           |
| 1994 | The Mask                                    | Sí        | No        | Ejecutivo |                           |
| 1996 | Eraser                                      | Sí        | No        | Ejecutivo |                           |
| 2000 | Bless the Child                             | Sí        | No        | No        |                           |
| 2002 | The Scorpion King                           | Sí        | No        | No        |                           |
| 2010 | Fringe                                      | Sí        | No        | No        | Episodio - "The Abducted" |
| 2016 | I Am Wrath                                  | Sí        | No        | No        |                           |
| 2019 | Junglee                                     | Sí        | Sí        | No        | Película india            |
| 2019 | India King of Martial Arts                  | Sí        | No        | No        |                           |
| 2022 | Paradise City                               | Sí        | Sí        | No        |                           |
| 2024 | Witchboard                                  | Sí        | Sí        | Sí        |                           |